# Friedrich Seltendorff
Friedrich Seltendorff (Halle, 1700 circa – Lipsia, 4 febbraio 1778) è stato un architetto tedesco, maestro muratore della corporazione del barocco e del rococò Lipsia.
Nel 1729 divenne membro della Corporazione dei massoni di Lipsia.

## Opere (selezione)
- Richtersches Gartenhaus in Gerbergasse (1743/44), demolita nel 1895
- Biblioteca comunale a Gewandgässchen, facciata barocca della Gewandhaus (1740/44)
- Edificio residenziale in Burgstrasse 14 (1744), non conservato
- Edificio residenziale Katharinenstrasse 21 (1750)
- Gohliser Schlösschen (1755/56), attribuzione (? )
- Barthels Hof (precedentemente: Zur Goldenen Schlange) rimodellamento 1747-1750 per conto del governatore e uomo d'affari Johann Gottlieb Barthel